# Машков, Григорий Иванович
Григо́рий Ива́нович Машко́в (род. 26 сентября 1955) — российский дипломат. Посол по особым поручениям МИД РФ.

## Биография
Окончил МГИМО МИД СССР (1982). На дипломатической работе с 1982 года. Владеет испанским и английским языками.
- В 1999—2004 годах — советник Посольства России в Канаде.
- С октября 2004 по апрель 2012 года — заместитель директора Департамента по вопросам безопасности и разоружения МИД России.
- С 25 апреля 2012 по 25 июня 2015 года — чрезвычайный и полномочный посол России в Парагвае[1][2].
- В 2015—2022 годах — заместитель директора Департамента по вопросам нераспространения и контроля над вооружениями МИД России.
- С 2022 года — посол по особым поручениям МИД России.

## Дипломатический ранг
Чрезвычайный и полномочный посланник 2 класса (7 июля 2007).

## Награды
- Медаль ордена «За заслуги перед Отечеством» II степени (22 ноября 2008) — За большой вклад в развитие военно-технического сотрудничества Российской Федерации с иностранными государствами и национальной системы экспортного контроля[4].
- Знак отличия «За безупречную службу» XL лет (8 февраля 2024) — за большой вклад в реализацию внешнеполитического курса Российской Федерации и многолетнюю добросовестную дипломатическую службу[5].

## Семья
Женат, имеет взрослых сына и дочь.